# Faro del Cabo Juby
El faro del Cabo Juby es un faro situado en el cabo Juby, a 3 kilómetros al noreste de la ciudad de Tarfaya, región de El Aaiún-Saguía el-Hamra, Marruecos. Está situado cerca de la frontera del Sahara Occidental. Está gestionado por la autoridad portuaria y marítima del Ministère de l'équipement, du transport, de la logistique et de l'eau.